# Rebecca Williams
Pour les articles homonymes, voir Williams.
Rebecca Jane Williams est une actrice anglaise née à Liverpool en Angleterre, le 28 juillet 1988.

## Biographie
Rebecca Williams est née le 28 juillet 1988, à Liverpool, Angleterre. 
Elle a déménagé au Canada quand elle avait 4 ans. 

## Carrière
Elle commence sa carrière en 2001 dans Blue Murder. 
5 ans plus tard, elle revient dans la série Derek. En 2007, elle joue dans le téléfilm Jump in! de Paul Hoen. 
En 2009, elle est présente dans les séries Les Enqêtes de Murdoch, Les Vies rêvées d'Erica Strange et Degrassi : La Nouvelle Génération. 
En 2010, elle apparaît aux côtés de Jane Kaczmarek dans le film Des bleus au cœur. 

## Filmographie

### Télévision

#### Séries télévisées
- 2001 : Blue Murder : Elanie Dewson
- 2006 : Derek (Life with Derek) : Debbie
- 2006 : 72 Hours : True Crime (Good Doctor) : Amanda Schneeberger
- 2009 : Les Enqêtes de Murdoch (The Murdoch Mysteries) : Miss Binscarth
- 2009 : Les Vies rêvées d'Erica Strange (Being Erica) : Sari
- 2009 : Degrassi : La Nouvelle Génération (Degrassi : The Next Generation) : Larissa
- 2011 : Rookie Blue : Kate Novatski

#### Téléfilms
- 2007 : Jump in! de Paul Hoen : Tammy Lewis
- 2010 : Des bleus au cœur (Reviving Ophelia) de Bobby Roth : Elizabeth
- 2010 : L'avant veille de Noël (The Night Before the Night Before Chrismas) de James Orr : Hannah Fox